# Ремпла
Ремпла (фр. Rimplas) — коммуна на юго-востоке Франции в регионе Прованс — Альпы — Лазурный берег, департамент Приморские Альпы, округ Ницца, кантон Туррет-Леванс. До марта 2015 года коммуна административно входила в состав упразднённого кантона Сен-Совёр-сюр-Тине (округ Ницца).
Площадь коммуны — 24,95 км², население — 115 человек (2006) с выраженной тенденцией к росту: 141 человек (2012), плотность населения — 5,7 чел/км².

## Население
Население коммуны в 2011 году составляло — 136 человек, а в 2012 году — 141 человек.
| 1962 | 1968 | 1975 | 1982 | 1990 | 1999 | 2006 | 2011 | 2012 |
| ---- | ---- | ---- | ---- | ---- | ---- | ---- | ---- | ---- |
| 68   | 38   | 55   | 80   | 84   | 108  | 115  | 136  | 141  |

Динамика численности населения:

## Экономика
В 2010 году из 79 человек трудоспособного возраста (от 15 до 64 лет) 53 были экономически активными, 26 — неактивными (показатель активности 67,1 %, в 1999 году — 63,9 %). Из 53 активных трудоспособных жителей работали 49 человек (29 мужчин и 20 женщин), 4 числились безработными (двое мужчин и две женщины). Среди 26 трудоспособных неактивных граждан 7 были учениками либо студентами, 9 — пенсионерами, а ещё 10 — были неактивны в силу других причин.
На протяжении 2010 года в коммуне числилось 40 облагаемых налогом домохозяйств, в которых проживало 73,0 человека. При этом медиана доходов составила 16 тысяч 908 евро на одного налогоплательщика.